# Beatrice Rana
Beatrice Rana   (Copertino, 22 de gener de 1993) és una pianista italiana.

## Joventut
Nascuda a Copertino, Rana va començar a estudiar piano a 4 anys, i va debutar orquestralment als 9, interpretant el Concert per a piano en fa menor de Bach dirigit per Francesco Libetta. Va estudiar amb Benedetto Lupo al Conservatori de Música Nino Rota de Monopoli i Arie Vardi a la Hochschule für Musik, Theatre und Medien Hannover a Hannover, Alemanya.

## Trajectòria
Rana va guanyar el primer premi i els premis especials del jurat al Concurs Internacional de Piano de Montreal 2011 i la medalla de plata al Concurs Internacional de Piano Van Cliburn 2013.
Rana és una artista de gravació exclusiva de Warner Classics. El 2018 va ser nominada als Classic Brit Awards en la categoria "Millor artista femenina de l'any" pel seu enregistrament de les Variacions Goldberg de Bach.
L'octubre de 2018, Rana va debutar a Amsterdam amb la Royal Concertgebouw Orchestra. Els dies 24 i 25 de setembre de 2020, va interpretar el primer concert per a piano de Txaikovski amb la mateixa orquestra.
El 12 de març de 2019, Rana va fer el seu debut al Carnegie Hall interpretant els dotze estudis de Chopin, op. 25, amb crítiques entusiastes. Va tornar el 7 de juny de 2019 per tocar el Concert per a piano núm. 3 de Prokofiev amb l'Orquestra de Filadèlfia. Va tornar de nou el 17 d'octubre de 2019, interpretant els concerts per a teclat en re menor i en fa menor de Bach.
El 16 d'octubre de 2023 va fer un recital al Palau de la Música Catalana.